# Стуфат

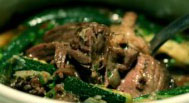
Стуфат

Стуфат (рум. stufat, букв. — тростник) — блюдо румынской кухни из баранины. Обычно готовят из рёбер и позвоночника по традиции на второй день Пасхи. Именно к этому времени сокращают поголовье овец и появляется много мяса баранины. В процессе приготовления нередко используется весенняя зелень, перья молодого лука и чеснока, призванные улучшить вкус баранины.

## Способ приготовления
Для приготовления наиболее популярного варианта стуфата нарезают мясо баранины небольшими кусками и поджаривают в ложке жира. Добавляют немного муки. Зелёный лук и чеснок обдают кипятком. Завязывают каждое перо восьмёркой, слегка поджаривают в небольшом количестве топлёного сала, не дав пожелтеть. Поджаренные перья добавляют в кастрюлю с мясом, разбавляют всё соусом (1 стакан сцеженного борша, ст. ложка томата-пюре) и солят. Ставят на огонь и доводят до кипения, снимают с огня и держат в разогретой духовке, пока не будет готово.
В Италии стуфат готовят из говядины.